# Europabevægelsen
Den Danske Europabevægelse eller blot Europabevægelsen er en tværpolitisk organisation, der arbejder for et tæt og forpligtende europæisk samarbejde i et forenet EU. Europabevægelsen samarbejder med alle partier og har mange forskellige samarbejdspartnere – f.eks. interesseorganisationer og uddannelsesinstitutioner. Europabevægelsen er en af 39 nationale Europabevægelser i Den Internationale Europabevægelse.

## Historie
Ved Europakongressen i Haag den 7.-10- maj 1948, deltog ca. 800 personer fra næsten alle Europas lande. Under dette møde var der stemning for at arrangøren skulle tage initiativ til dannelse af en permanent, frivillig international organisation, som kunne fremme samlingen af Europa efter to Verdenskrige. Derfor blev det besluttet, at der i hvert land skulle dannes et nationalt råd. Disse nationale råd blev i oktober 1948 samlet i Den Internationale Europabevægelse. Det danske råd blev tværpolitisk sammensat, primært af de danskere, der udgjorde den danske delegation ved Haag kongressen. Det danske råd blev derved til den Danske Europabevægelse, som den dag i dag, stadig er en tværpolitisk organisation. I dag er Europabevægelsen en medlemsorganisation.

## Organisation og struktur
I Danmark er foreningen lokalt forankret i ti regioner. Europabevægelsens landssekretariat er på Frederiksberg.
Landsmødet, der afholdes en gang årligt, er Europabevægelsens højeste myndighed. Her vedtages foreningens politiske og organisatoriske program, samt ledelsen for det kommende år.
Hovedbestyrelsen er højeste myndighed mellem landsmøderne. Hovedbestyrelsen fører tilsyn med Europabevægelsens anliggender. Hovedbestyrelsen består af 20 direkte valgte medlemmer, samt repræsentanter fra foreningens regioner. Derudover har hovedbestyrelsen nedsat øvrige udvalg, hvis medlemmer vælges af hovedbestyrelsen.
Forretningsudvalget er ansvarlig for foreningens daglige ledelse. Forretningsudvalget består af formand,næstformænd, seks medlemmer valgt af hovedbestyrelsen, to valgte personer med særlig betydning for Europadebatten i Danmark, samt formænd fra øvrige udvalg.

### Formænd
7.oktober 2022 blev borgmester Jens-Kristian Lütken valgt som ny formand i Europabevægelsen. Nuværende næstformænd er europapolitisk direktør i Finans Danmark, Sinne Conan, og tidligere næstformand i FH Bente Sorgenfrey.
| Periode   | Formand                          |
| --------- | -------------------------------- |
| 1948-1949 | Thorkil Kristensen               |
| 1949-1964 | Frode Jakobsen                   |
| 1964-1974 | Erhard Jacobsen                  |
| 1974-1977 | Poul Dalsager                    |
| 1977-1979 | Poul Nielson                     |
| 1979-1982 | Lasse Budtz                      |
| 1982-1985 | Bjørn Elmquist                   |
| 1985-1990 | Lizzie Lichtenberg               |
| 1990-1992 | Eva Gredal                       |
| 1992-1994 | Ritt Bjerregaard                 |
| 1994-1995 | Hans Fluger                      |
| 1995-1997 | Poul Erik Pedersen               |
| 1997-2001 | Jørgen Schleimann                |
| 2001-2012 | Erik Boel                        |
| 2012-2013 | Ellen Trane Nørby (konstitueret) |
| 2013-2015 | Anne E. Jensen                   |
| 2015-2022 | Stine Bosse                      |
| 2022-     | Jens-Kristian Lütken             |

## Arbejde
Europabevægelsen arbejder aktivt for at styrke EU-debatten i Danmark og sikre en folkelig forankring af det europæiske i Danmark. Målet er at bidrage med nye ideer og initiativer og hele tiden sætte fokus på EU-debatten i Danmark. Den Danske Europabevægelse laver derfor debatarrangementer, udgiver publikationer og holder oplysningskampagner om EU. Bl.a. i form af hjemmesider om de danske EU-undtagelser og europapolitik.
Desuden drev Europabevægelsen tænketanken Ja til Europa, hvor bl.a. Lone Dybkjær (R), Uffe Ellemann-Jensen (V), erhvervsmand Asger Aamund og udenrigsjournalist Annegrethe Rasmussen var medlemmer.
Europabevægelsen arbejder for en afskaffelse af Danmarks undtagelser fra det europæiske samarbejde, det Nationale Kompromis.
Under EU-afstemninger fører Europabevægelsen valgkampagner, senest under folkeafstemningen om retsforbeholdet.
Hvert år kårer Europabevægelsen Årets Europæer for at belønne et særligt engagement i det europæiske fællesskab. Modtagere af prisen inkluderer Holger K. Nielsen, Uffe Ellemann-Jensen, Angela Merkel, José Manuel Barroso og Helle Thorning-Schmidt.Torsdag den 15. juni 2023 vandt Mette Frederiksen, Pia Olsen Dyhr, Søren Pape Poulsen, Jakob Ellemann-Jensen og Sofie Carsten Nielsen prisen som Årets Europæer i fællesskab for det nationale kompromis i 2022 og afskaffelsen af forsvarsforbeholdet.[kilde mangler] Årets europæer bliver uddelt igen d. 14. maj 2024 hos Finans Danmark.
Europabevægelsen har været med til at starte initiativet Vi Vil Europa, som gennem et bredt netværk af organisationer og politiske partier, har til formål at styrke EU-debatten i hele landet. Frem for en ja/nej debat, er målet snarere at skabe en hvad og hvordan debat.